# 范文款
范文贊（？—？），5世紀末林邑国国王（在位：498年 - ?），范諸農之子。498年，父范諸農在海上遇风暴而死，范文款即位为林邑王。

## 传記資料
- 《南史》

| 前任： 范诸农 | 占城第三王朝第6代王 498年 - ? | 繼任： 范天凯 |

1. ↑  . ctext.org.   [2024-12-10] （中文（臺灣））.